# Joey Bragg
Joey Bragg (Union City, California; 20 de julio de 1996) es un actor y comediante estadounidense, más conocido por su papel de Joey Rooney en la serie original de Disney Channel Liv y Maddie, así como su papel como Magoo en la tercera película de Fred 3: Camp Fred. También tiene una exitosa carrera de stand-up comedy.

## Vida y carrera
Bragg es conocido por su papel de Freddie Raines en Call Your Mother y su papel anterior de Joey Rooney en la comedia de situación de Disney Channel Liv y Maddie, que se emitió de 2013 a 2017. También interpretó a Magoo en la película de televisión de 2012 Fred 3: Camp Fred, y coprotagoniza la película de televisión de Disney XD de 2015 Mark & Rusell's Wild Ride. Bragg tiene una exitosa carrera de comedia de stand-up. Él es Judío. Él fue a Minnetonka High School y se graduó en 2014.

## Filmografía
| Año       | Título                                   | Personaje         | Notas                                                    |
| --------- | ---------------------------------------- | ----------------- | -------------------------------------------------------- |
| 2012      | Gulliver Quinn                           | Karl              | Piloto de televisión no vendido (Disney XD)              |
| 2012      | Fred 3: Camp Fred                        | Magoo             | Película de televisión                                   |
| 2013      | AwesomenessTV                            | N/A               | Episodio: «Random Thoughts by JoJo»                      |
| 2013–2017 | Liv y Maddie                             | Joey Rooney       | Papel principal                                          |
| 2014      | Jessie                                   | Joey Rooney       | Episodio: «Jessie's Aloha-holidays with Parker and Joey» |
| 2015      | Mark & Russell's Wild Ride               | Mark Wellner      | Película de televisión (Disney XD)                       |
| 2015      | The Outfield                             | Austin York       | Película Directo a video                                 |
| 2016      | Criminal Minds                           | Kyle Ekland       | Episodio: «The Anti-Terror Squad»                        |
| 2017      | Wet Hot American Summer: Ten Years Later | Seth              | 3 episodios                                              |
| 2018      | The Thundermans                          | Balford/The Gamer | Episodio: «The Thunder Gamer»                            |
| 2018      | Father of the Year                       | Ben               | Originalmente titulado Who Do You Think Would Win?       |
| 2018      | Reach                                    | Richard           | Película de Postproducción                               |
| 2021      | Call Your Mother                         | Freddie Raines    | Papel principal                                          |
| 2023      | Sid is Dead                              | Sid Sandagger     |                                                          |